# シラノ (映画)
『シラノ』（原題: Cyrano）は、2021年に公開されたアメリカ合衆国・イギリス・カナダの合作によるミュージカル・恋愛・ドラマ映画。1897年のエドモン・ロスタンの戯曲『シラノ・ド・ベルジュラック』を原作としたシュミットの2018年の舞台ミュージカルを基としている。監督はジョー・ライト、脚本はエリカ・シュミット。
ワールド・プレミアは2021年9月2日に第48回テルライド映画祭で行われた。アメリカ合衆国では2021年12月17日にロサンゼルスで1週間限定の上映を行い、その後、2022年2月にユナイテッド・アーティスツ・リリーシング配給で公開された。
シラノ・ド・ベルジュラックは実在の剣豪であり作家だが、戯曲は脚色されており、実際の生涯は異っている。

## ストーリー
17世紀、フランス。シラノは剣豪で、詩人としても名高い兵士だが、容姿の醜い男だった。幼馴染のロクサーヌに恋をしていたが、打ち明けられないシラノ。ハンサムなクリスチャンに一目惚れしたロクサーヌは、シラノに彼の友達になるよう頼んだ。口下手で野暮なクリスチャンのために恋文を代筆するシラノ。
クリスチャンのふりをして、物陰からロクサーヌに語りかけるシラノ。美しい愛の告白をクリスチャンの言葉と信じ、その夜のうちに結婚式を上げるロクサーヌ。だが、式の直後にシラノとクリスチャンは招集され戦地に向った。
クリスチャンの名で毎日、最前線からロクサーヌに恋文を送るシラノ。シラノの恋心に気づいたクリスチャンは、ロクサーヌに真実を告げろと言い残し、敵の銃弾の前に飛び出した。クリスチャンの死を知って、修道院に引き篭もるロクサーヌ。
真実を告げぬままロクサーヌの元に通い続けるシラノ。3年後、争いで深手を負い死を覚悟したシラノは、それを隠し、ロクサーヌに「クリスチャンの最後の手紙」を見たいと頼んだ。シラノが文字を見ずに内容を暗唱するのを見て、手紙の主がシラノだと知るロクサーヌ。愛していると泣くロクサーヌの腕の中で、シラノはこと切れた。

## キャスト
※括弧内は日本語吹替。
- シラノ・ド・ベルジュラック - ピーター・ディンクレイジ（森川智之）

主人公。フランス軍の兵士でありロクサーヌに思いを寄せる詩人。ロクサーヌ以外の女性にはあまりモテない。
- ロクサーヌ - ヘイリー・ベネット（柚木涼香）

ヒロイン。シラノが思いを寄せている幼馴染の美女。
- クリスチャン・デ・ヌヴィレット - ケルヴィン・ハリソン・Jr（増元拓也）

シラノと同じ隊に配属され、ロクサーヌが思いを寄せる新兵の美青年。シラノと異なり、あまり頭が冴えるタイプではない。
- ル・ブレ - バシール・サラフディン（英語版）[2]（伊原正明）
- ド・ギーシュ - ベン・メンデルソーン（内田直哉）

ロクサーヌに求婚している公爵。シラノを敵視している。
- マリー - モニカ・ドラン（伊沢磨紀）

ロクサーヌの付き添い。
- ヴァルヴァート - ジョシュア・ジェームズ
- 修道女クレア - アンジャナ・ワサン（英語版）
- マルト修道院長 - ルース・シーン（英語版）
- 祭司 - リチャード・マッケイブ（英語版）
- モンフルーリ - マーク・ベントン（英語版）
- ラグノー - ピーター・ワイト（英語版）
- ジョデレット - ティム・マクマラン（英語版）
- その他の日本語吹替：福西勝也／楠見尚己／横島亘／菊池通武／中村浩太郎／荻野晴朗／山橋正臣／真木駿一／関口雄吾／羽鳥佑／越後屋コースケ／須能千裕／神戸光歩／須川晶紀／金子沙希／アナンド雪／峰晃弘／木村香央里／鳥越まあや

日本語版スタッフ：演出：久保宗一郎、翻訳：小西恵、調整：吉田佳代子、録音：大谷征央、制作：東北新社

## 製作
2020年8月にメトロ・ゴールドウィン・メイヤーが権利獲得を発表したこの映画はエリカ・シュミットが自身の舞台ミュージカル『シラノ』を原作に脚本を書いた。製作はワーキング・タイトル・フィルムズが担当し、ジョー・ライトが監督に就任した。ピーター・ディンクレイジとヘイリー・ベネットは舞台ミュージカルと同じ役を演じ、さらにベン・メンデルソーンとブライアン・タイリー・ヘンリーもキャストに加わった。2020年9月にケルヴィン・ハリソン・Jrもキャストに加わった。その後タイリー・ヘンリーは降板し、代わりにバシール・サラフディンが加わった。この映画の音楽は舞台ミュージカルでも作曲と作詞を手がけたザ・ナショナルのメンバーが手がけた。
主要撮影は2020年10月にCOVID-19パンデミック中のイタリアのシチリアで始まった。

## 公開
2021年9月2日にテルライド映画祭でワールド・プレミアが行われた。その後更にハンプトン国際映画祭、ミルバレー映画祭、ローマ国際映画祭、サバンナ芸術工科大学で上映された。
アメリカ合衆国では当初は2021年12月25日に限定的な劇場公開が予定されていたが、後に12月31日に変更された。2021年11月、この映画の公開計画はユナイテッド・アーティスツ・リリーシングによってアカデミー賞レースにより有利な時期に変更された。12月17日にロサンゼルスで1週間上映された後、2022年2月25日に公開された。
また本作は、2022年3月17日にメトロ・ゴールドウィン・メイヤーがAmazonに買収される前に配給した最後の映画となった。

## 評価
Rotten Tomatoesでは16件のレビューで支持率は88%となっている。Metacriticでは6件のレビューで加重平均値は73/100となっている。

### 受賞とノミネート
| 賞                             | 発表          | 部門                        | 対象                                   | 結果       | 参照   |
| ------------------------------ | ------------- | --------------------------- | -------------------------------------- | ---------- | ------ |
| デトロイト映画批評家協会賞     | 2021年12月6日 | 作品賞                      | 『シラノ』                             | 受賞       | [ 17 ] |
| デトロイト映画批評家協会賞     | 2021年12月6日 | 主演男優賞                  | ピーター・ディンクレイジ               | 受賞       | [ 17 ] |
| デトロイト映画批評家協会賞     | 2021年12月6日 | 音楽賞                      | 『シラノ』                             | ノミネート | [ 17 ] |
| ワシントンD.C.映画批評家協会賞 | 2021年12月6日 | 音楽賞                      | アーロン・デスナー、ブライス・デスナー | ノミネート | [ 18 ] |
| サテライト賞                   | 2022年1月5日  | ドラマ映画賞                | 『シラノ』                             | 未決定     | [ 19 ] |
| サテライト賞                   | 2022年1月5日  | 映画主演男優賞              | ピーター・ディンクレイジ               | 未決定     | [ 19 ] |
| サテライト賞                   | 2022年1月5日  | 衣裳デザイン賞              | マッシモ・カンティーニ・パリーニ       | 未決定     | [ 19 ] |
| ハリウッド批評家協会賞         | 2022年1月8日  | コメディ/ミュージカル映画賞 | 『シラノ』                             | 未決定     | [ 20 ] |
| ハリウッド批評家協会賞         | 2022年1月8日  | 主演男優賞                  | ピーター・ディンクレイジ               | 未決定     | [ 20 ] |
| ハリウッド批評家協会賞         | 2022年1月8日  | 歌曲賞                      | "Every Letter"                         | 未決定     | [ 20 ] |